# Ukrainofobia

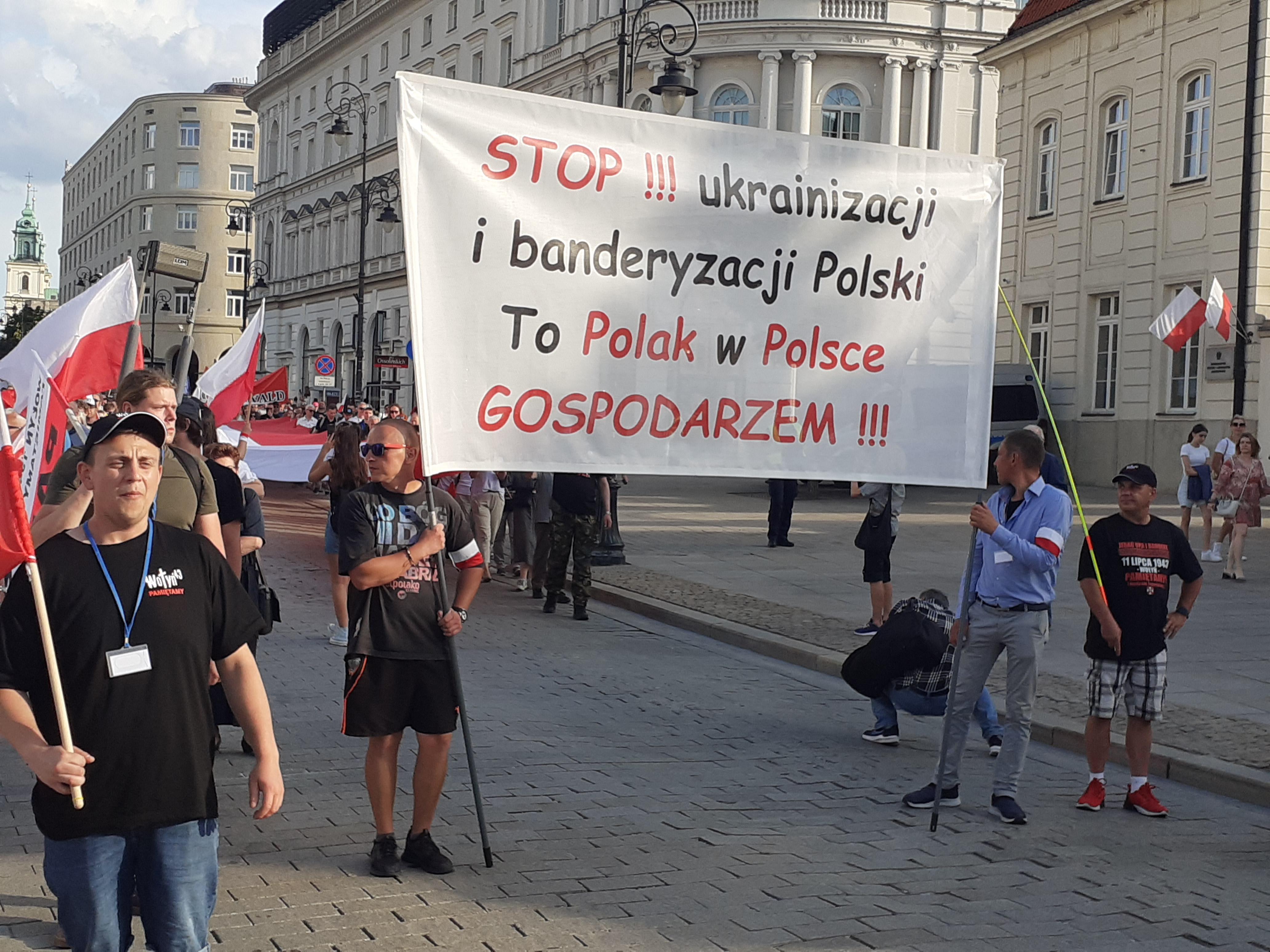
Antyukraiński baner niesiony na marszu w 80. rocznicę rzezi wołyńskiej (2023)

Ukrainofobia, także antyukrainizm – określenie postawy wrogiej i nienawistnej wobec Ukrainy i Ukraińców, wiążącej się nierzadko z kwestionowaniem prawa do ukraińskiej państwowości i samostanowienia narodu ukraińskiego. Nieprzyjazny stosunek odnosi się do kultury i historii narodu ukraińskiego, języka ukraińskiego oraz wszystkich przejawów ukraińskiej tożsamości narodowo-kulturowej.

## Interpretacja terminu
Ukraiński filozof Ihor Łosiew twierdził, że ukrainofobia, jako rodzaj ksenofobii, przejawia się w różny sposób: od używania obraźliwych etnonimów po stereotypowe przypisywanie negatywnych cech Ukraińcom.